# 439 (numero)
Quattrocentotrentanove (439) è il numero naturale dopo il 438 e prima del 440.

## Proprietà matematiche
- È un numero dispari.
- È un numero difettivo.
- È l'85º numero primo, dopo il 433 e prima del 443.
- È un numero strettamente non palindromo.
- È un numero congruente.
- È parte della terna pitagorica (439, 96360, 96361).
- È un numero odioso.

## Astronomia
- 439P/LINEAR è una cometa periodica del sistema solare.
- 439 Ohio è un asteroide della fascia principale del sistema solare.
- NGC 439 è una galassia lenticolare della costellazione dello Scultore.

## Astronautica
- Cosmos 439 è un satellite artificiale russo.